# United Center
United Center is een indoor-sportstadion gelegen in Chicago, Illinois. Vaste bespelers zijn de Chicago Bulls en de Chicago Blackhawks, die respectievelijk uitkomen in de NBA en de NHL. Met een totale capaciteit van 20.900 toeschouwers is de United Center het grootste indoor stadion van de staat Illinois, en behoort deze ook tot een van de grootste arena's van de National Hockey League.